# Klaus Lindenberger
Klaus Lindenberger (Linz, 28 maggio 1957) è un allenatore di calcio ed ex calciatore austriaco, di ruolo portiere. Oggi ricopre la carica di direttore sportivo del LASK Linz.

## Palmarès

### Club
- Campionato austriaco: 2

Swarovski Tirol: 1988-1989, 1989-1990
- Coppa d'Austria: 1

Swarovski Tirol: 1988-1989